# زندة جان (كاشمر)
زندة جان هي قرية في مقاطعة كاشمر، إيران. عدد سكان هذه القرية هو 1,450 في سنة 2006.